# Le Manoir des fantômes (bande dessinée)
Pour les articles homonymes, voir Le Manoir des fantômes.
Le Manoir des fantômes est un ancien magazine de comics français qui était une anthologie d'histoires d'horreur et de surnaturel. Il reprenait une série américaine publiée par DC Comics sous le titre de Tales of the Unexpected. Traduite en France par Aredit, deux séries de petits formats sont parues entre 1975 et 1983.
La première, composée de 26 numéros, est éditée trimestriellement de juin 1975 à mars 1983. La deuxième de 8 numéros sort entre janvier 1981 et septembre 1983.